# Hyblaea canisigna
Hyblaea canisigna is een vlinder uit de familie van de Hyblaeidae. De wetenschappelijke naam van de soort is voor het eerst geldig gepubliceerd in 1902 door Charles Swinhoe.